# Лончани (Малопольське воєводство)
Лончани (пол. Łączany) — село в Польщі, у гміні Бжезьниця Вадовицького повіту Малопольського воєводства.
Населення — 1612 осіб (2011).

## Історія
У 1975-1998 роках село належало до Бельського воєводства, підпорядковувалося районній адміністрації у Вадовицях.

## Демографія
Демографічна структура станом на 31 березня 2011 року:
|          | Загалом | Допрацездатний вік | Працездатний вік | Постпрацездатний вік |
| -------- | ------- | ------------------ | ---------------- | -------------------- |
| Чоловіки | 768     | 158                | 530              | 80                   |
| Жінки    | 844     | 184                | 491              | 169                  |
| Разом    | 1612    | 342                | 1021             | 249                  |